# Городской шмель
Шмель городской (лат. Bombus hypnorum) — вид шмелей. Грудь рыжеватая, брюшко чёрное с белым кончиком. Встречается в континентальной Европе и северной Азии. Обитает в лесных биотопах и часто вблизи населённых пунктов. Он предпочитает строить гнездо над землёй, в отверстиях и дуплах деревьев, под карнизами, в сараях, на чердаках. Включён в Красный список Международного союза охраны природы (МСОП) в статусе вида с минимальным риском.

## Описание
Самки 10—22 мм, рабочие 9—15 мм и самцы 12—16 мм. У Bombus hypnorum короткий хоботок и округлая голова. Грудь обычно равномерно рыжего цвета (но встречаются экземпляры с более тёмной или даже чёрной грудью), брюшко покрыто чёрными волосками, а кончик брюшка («хвост») всегда белый. У рабочих первый тергит (абдоминальный сегмент) черноволосый, но у части самцов рыжие волосы могут перемежаться с чёрными, как на лице, так и на первом тергите брюшка. На европейском континенте встречаются особи с расширенной жёлтой окраской. Рабочие особи часто (но не всегда) маленькие, в то время как трутни гораздо крупнее. Матки различаются по размеру. На задних голенях у самок и рабочих есть «корзиночки» для сбора пыльцы. В переднем крыле три кубитальные ячейки. Радиальная ячейка не достигает вершины крыла.

## Систематика
Вид был впервые описан в 1758 году шведским натуралистом Карлом Линнеем под названием Apis hypnorum. В составе рода Bombus городской шмель включён в подрод Pyrobombus. Bombus hypnorum имеет наибольшее генетическое родство с видами B. jonellus и B. sichelli.

## Гнездование
Городской шмель живёт в лесных биотопах и часто вблизи населённых пунктов. Он предпочитает строить гнездо над землёй, в отверстиях и дуплах деревьев. Этот вид обычно связан с деятельностью человека, и его регулярно находят гнездящимся под карнизами, в сараях, на крышах и чердаках, в пустотах стен, часто заселяет старые птичьи гнёзда и скворечники, а также гнёзда мелких млекопитающих.
Гнездо городского шмеля относительно большое среди представителей подрода Pyrobombus, в нём размещается около 150 рабочих особей и более (по некоторым данным, до 400). Этот вид хранит пыльцу в отдельных ячейках и кормит каждую личинку индивидуально.

## Биология
У городского шмеля короткий цикл размножения. Гнёзда начинают строить одиночные матки в марте. Эти королевы производят первый выводок рабочих, затем молодых маток и самцов. Первый цикл завершается с середины мая до начала июля (в зависимости от сезона). Более мелкое второе поколение появляется в конце лета в благоприятные годы. Более крупные колонии имеют более тяжёлых маток.
Развитие личинок в матку или рабочего определяется количеством пищи, которую им давали. Рабочие имеют более короткий период развития, чем матки. Королевы имеют большее количество ювенильного гормона, чем рабочие, будучи личинками.
По сравнению с Bombus terrestris, B. hypnorum имеет более слабую кастовую систему в дополнение к меньшей численности колонии. Важным фактором, определяющим иерархию каст, является количество пищи, получаемой личинкой во время развития. Когда личинки становятся старше, они развиваются, используя информацию, полученную от сигналов запаха.
В колонии есть три группы рабочих. Это доминантные рабочие, субдоминантные (подчинённые) рабочие и фуражиры. Доминантные рабочие проявляют агрессию по отношению к другим рабочим, нападая на них, а иногда даже кусая. Они могут показать своё доминирование без драки, испуская определённый феромонный запах, похожий на запах королевы.

## Поведение

### Брачное поведение
Спаривание состоит из двух частей: сближение и копуляция. Сначала происходит сближение, во время которого самец проверяет самку. Самец приближается к ней, а затем зависает в воздухе на несколько секунд, используя свои антенны для обследования самки. Если самец того же вида, то он приземляется и продолжает осмотр с помощью своих усиков. Самец садится на самку, опираясь передними ногами на её брюшко, а затем садится сзади. Затем он пытается совокупиться с ней. У самок есть мандибулярная железа, которая выделяет феромон, на который реагируют самцы, чтобы они знали об их готовности. Самцы используют свои ноги, чтобы постукивать по брюшку самки в течение нескольких секунд с интервалом в десять секунд. Самцы B. hypnorum совокупляются в течение 20-40 минут.

### Частота и продолжительность спаривания
Самки этого вида отличаются от других видов, которые обычно спариваются только один раз. B. hypnorum может спариваться 2-3 раза за свою жизнь, однако это не всегда так. Было замечено, что самка может спариваться до 6 раз. Если посмотреть на второе спаривание, то оно не кажется короче или длиннее первого, но они обычно короче, чем у самок, которые спаривались только один раз за свою жизнь. Это может быть связано с тем, что пробки спермы в половых путях самки исчезают относительно быстро, за 6-12 часов.

### Размножение
Матки этого вида могут быть полиандромными, то есть спариваются с несколькими самцами. Многократное спаривание не является обычным явлением для шмелей. У этого вида оно связано с короткими спариваниями, возможно, с малым количеством переданных сперматозоидов. Из-за многократного спаривания сестры в колонии могут иметь разных отцов.

### Родство маток и рабочих
Общественные пчёлы относятся к отряду перепончатокрылых, для которых характерна гаплодиплоидия. Рабочие (самки) более генетически связаны друг с другом, чем со своими братьями, потому что самцы гаплоидны, давая идентичный набор хромосом своим дочерям.

### Конфликт рабочий-рабочий
Существует иерархия между рабочими пчёлами, откладывающими яйца в гнезде. Пока матка была жива, одна из этих пчёл поедала всех других рабочих, откладывающих яйца в гнезде. Если эта рабочая пчела умирает, следующая в иерархии пчела также начинает этот процесс и в то же время защищает свои собственные яйца.

### Генетическое родство внутри колоний
Родство между сёстрами составляет 75 %, а сестёр и братьев-трутней — 25 %. Это происходит потому, что самки являются диплоидными, а самцы развиваются из неоплодотворённых яиц и поэтому они гаплоидные. Матка имеет равное генетическое родство как со своими сыновьями, так и с дочерьми. Поскольку B. hypnorum также может спариваться с несколькими самцами, в колонии есть группы родственных самок. В таких колониях матка контролирует соотношение полов, поэтому потомство в равной степени состоит из самцов и самок.

## Взаимодействия

### Узурпация гнезда
Вокруг созданных колоний встречаются мёртвые матки, это могло быть результатом того, что одна матка узурпировала другую колонию и сохранила часть рабочих первоначальной колонии.

### Социальные паразиты
Шмель-кукушка норвежский (B. norvegicus) является социальным паразитом, который поражает B. hypnorum. B. norvegicus может вырабатывать репеллент для борьбы с вторгшимися рабочими. Это вещество очень сильно действует на рабочих B. hypnorum, которые ещё не получали пищу. Самый большой компонент этого репеллента, додецилацетат, вместе с другими соединениями отталкивает B. hypnorum, из-за чего B. hypnorum дольше и медленнее добирается до пищи. B. hypnorum труднее контролировать свои гнёзда.

### Кормовые растения
Городской шмель это широкий полилект, так как посещает огромное количество цветущих растений из различных семейств, таких как рододендрон, вишня, гадючий лук, голубика, черника, вакциниум и другие.
По сравнению с другими видами шмелей, B. hypnorum больше всего предпочитает цветущие деревья боярышника (Crateagus monogyna) и тёрн (Prunus spinosa). Также по сравнению с другими шмелями, B. hypnorum меньше предпочитает рапс, Glechoma hederacea и яснотку белую (Lamium album).

### Обонятельные чувства
Рабочие и самцы одинаково реагируют на химические раздражители, однако самцы реагируют чуть сильнее. Матки имеют самую высокую реакцию в целом.

## Распространение
B. hypnorum это обычный вид шмелей в континентальной Европе и северной Азии, от северной Франции до Камчатки, Сахалина, Курильских островов, Хоккайдо на востоке; от подзоны северной тайги до Гималаев, юга Китая и острова Тайвань); от Пиренеев до гор на севере Европы. На Балканах он встречается в северо-западной Греции. Однако, он не встречается ни в Средиземноморье, ни в степях Восточной Европы, только в горах Пиренейского полуострова и не южнее Тосканы в Италии. Впервые шмель был замечен в Великобритании 17 июля 2001 года недалеко от деревни Лэндфорд в Уилтшире и с тех пор широко распространился. В Великобритании он расселился из Англии на север Шотландии. В августе 2008 года B. hypnorum был обнаружен в Исландии, и с тех пор каждый год находили новых маток. Вполне вероятно, что он продолжит оставаться в Исландии и процветать в тесном соседстве с людьми вблизи густонаселённых районов, таких как Рейкьявик, но, скорее всего, не сможет проникнуть в более сельские и холодные районы Исландии.

## Охрана
Включён Международный красный список МСОП (категория Least Concern, Виды, вызывающие наименьшие опасения), а также в региональные Красные книги, например, в Челябинской области (3-я категория. Редкий вид) и Мордовии (3-я категория. Редкий вид).

## Галерея
- Bombus hypnorum, самец
- Самка шмеля на Ribes sanguineum
- На цветах Rubus fruticosus